# (200388) 2000 QD224
(200388) 2000 QD224 es un asteroide perteneciente al cinturón de asteroides descubierto el 26 de agosto de 2000 por el equipo del Spacewatch desde el Observatorio Nacional de Kitt Peak, Arizona, Estados Unidos.

## Designación y nombre
Designado provisionalmente como 2000 QD224.

## Características orbitales
2000 QD224 está situado a una distancia media del Sol de 2,417 ua, pudiendo alejarse hasta 2,670 ua y acercarse hasta 2,165 ua. Su excentricidad es 0,104 y la inclinación orbital 5,792 grados. Emplea 1373,07 días en completar una órbita alrededor del Sol.

## Características físicas
La magnitud absoluta de 2000 QD224 es 16,8. 